# Nuevo
Nuevo est une census-designated place du comté de Riverside, dans l'État de Californie, aux États-Unis,. En 2020, elle compte une population de 6 713 habitants.